# Aleksandr Kostoglod
Aleksandr Viktorovitj Kostoglod (ryska: Александр Викторович Костоглод), född den 31 maj 1974 i Rostov-na-Donu i Sovjetunionen (nu Ryssland), är en rysk kanotist.
Han tog OS-brons i C-2 500 meter och OS-silver i C-2 1000 meter i samband med de olympiska kanottävlingarna 2004 i Aten.
Han tog därefter OS-silver i C-2 500 meter i samband med de olympiska kanottävlingarna 2008 i Peking.